# Melhania virescens
Melhania virescens är en malvaväxtart som först beskrevs av Karl Moritz Schumann, och fick sitt nu gällande namn av Karl Moritz Schumann. Melhania virescens ingår i släktet Melhania och familjen malvaväxter. Inga underarter finns listade i Catalogue of Life.